# Leksands IF
Leksands Idrott Forening es un club deportivo sueco de la municipalidad de Leksand en la región de Dalarna. Se creó en 1919, en el momento en que había dos secciones: fútbol y bandy.

## Hockey sobre hielo
El club se conoce sobre todo para su equipo de hockey sobre hielo. En efecto, a pesar de la escasa población de la ciudad (6 000 habitantes), el club de hockey jugó en la primera división sueca (Elitserien) de 1948 a 1950 luego de 1951 a 2001, de 2002 a 2004 y en la temporada 2005-06, lo que representa 53 temporadas. Actualmente, el equipo juega en el Allsvenskan en el patinadero Ejendals Arena. El primer partido de hockey del club se disputó el 16 de enero de 1938, con una victoria 11-0 sobre el vecino Mora IK. 

## Palmarés
- Campeón de Suecia: 1969, 1973, 1974 y 1975

## Jugadores
| - Mats Åhlberg - Stefan Bergkvist - Francis Bouillon - Anders Carlsson - Roland Eriksson - Tomas Forslund - Hans Jax - Tomas Jonsson - Dan Labraaten | - Erkki Laine - Jarmo Mäkitalo - Jens Nielsen - Nils Nilsson - Michael Ryder - Kjell Samuelsson - Ulf Samuelsson - Lars-Erik Sjöberg - Magnus Svensson |